# عباس جبر العلياوي
عباس جبر عبادة العلياوي (1968 - الديوانية) هو وزير الزراعة العراقي في حكومة محمد شياع السوداني، صوّتَ لهُ مجلس النواب يوم 27 تشرين الأول سنة 2022. حاصل على شهادة البكالوريوس في الهندسة الميكانيكية من جامعة بابل عام 1993.